# Meluzyna

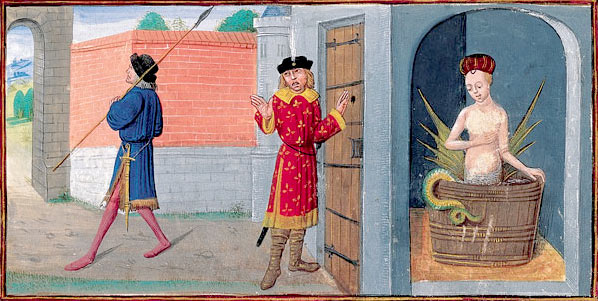
Odkrycie sekretu Meluzyny. Z Le Roman de Mélusine, ilustracja Guilleberta de Mets, ok. 1410

Meluzyna – według legend i folkloru to rusałka wodna o postaci węża, która zamieniła się w kobiecą postać. Według jednej z wersji legend literackich z XIV wieku Meluzyna była czarodziejką. Taka wersja została spisana w latach 1387–1393 przez Jehana (Jeana) d’Arras, dworzanina księcia Jana de Berry.
W sztuce terminem meluzyna określa się element zdobniczy przedmiotów użytkowych (najczęściej świeczników), w postaci figurki przedstawiającej postać kobiecą z ogonem ryby lub węża.

## Legenda z XIV wieku
Meluzyna wychodząc za mąż, kazała złożyć swojemu małżonkowi obietnicę, że nigdy nie będzie próbował zobaczyć jej w sobotę – w przeciwnym razie na jego ród miało spaść nieszczęście. Mąż nie dotrzymał obietnicy i kiedy Meluzyna w sobotę brała kąpiel, zajrzał do łazienki. Okazało się, że od pasa w dół jej ciało miało formę wężowego ogona. Przerażony mąż początkowo przemilczał to, co zobaczył. Wkrótce jednak odkrycie tajemnicy ściągnęło na jego rodzinę zapowiadane nieszczęścia w postaci wewnętrznych waśni. Nie mógł już wtedy powstrzymać się od czynienia wyrzutów żonie. Urażona Meluzyna rzuciła się z okna, a w powietrzu zamieniła się w skrzydlatego węża.

## Pochodzenie legendy
Meluzynę i jej męża uznawano za założycieli rodu Lusignan. Legenda o nadprzyrodzonej genealogii Lusignanów znana była o wiele wcześniej niż jej wersja literacka, bo już w XII wieku, za czasów Gwidona de Lusignan, króla Jerozolimy i Cypru. W XIV-wiecznej opowieści Jeana d’Arras ów król Cypru występuje, pod zmienionym imieniem Uriens, jako pierworodny syn Meluzyny.

## W polskiej kulturze
Polskie tłumaczenie romansu o Meluzynie, autorstwa Marcina Siennika, ukazało się po raz pierwszy w 1569 jako Historia o Meluzynie. Tłumaczenie to ukazywało się drukiem aż do początku XX wieku i wpłynęło na język i folklor. W XVII wieku określenie "meluzyna" stosowano wobec kobiet, które "nie grzeszyły nadmiarem cnoty". 
Postać znana jest również w Polsce z piosenki „Meluzyna, czyli historia podwodnej miłości” napisanej w 1985 roku na potrzeby filmu „Podróże Pana Kleksa”. Słowa napisał do niej Krzysztof Gradowski, a muzykę skomponował Andrzej Korzyński. Piosenka zarówno do filmu jak i w wersji z 2012 roku śpiewana jest przez Małgorzatę Ostrowską.

## W sztuce i kulturze popularnej
Francuska piosenkarka i autorka tekstów Nolwenn Leroy zainspirowała się Meluzyną do swojej piosenki „Mélusine”, która pojawiła się na jej albumie „Histoires Naturelles” z 2005 roku. Temat zainspirował też Cécile McLorin Salvant, która poświęciła album „Mélusine”, wydany w 2023 roku.